# Distretto di Baýramaly
Il distretto di Baýramaly è un distretto del Turkmenistan situato nella provincia di Mary. Ha per capoluogo la città di Baýramaly.
| Controllo di autorità | VIAF (EN) 145599519 · LCCN (EN) n98066532 · J9U (EN, HE) 987007535818405171 |